# Kurt Weill
Kurt Julian Weill (2. března 1900, Dessau – 3. dubna 1950, New York) byl německý hudební skladatel působící od 20. let 20. století až do své smrti. Byl také skvělým hudebním učitelem a dirigentem.

## Život a dílo

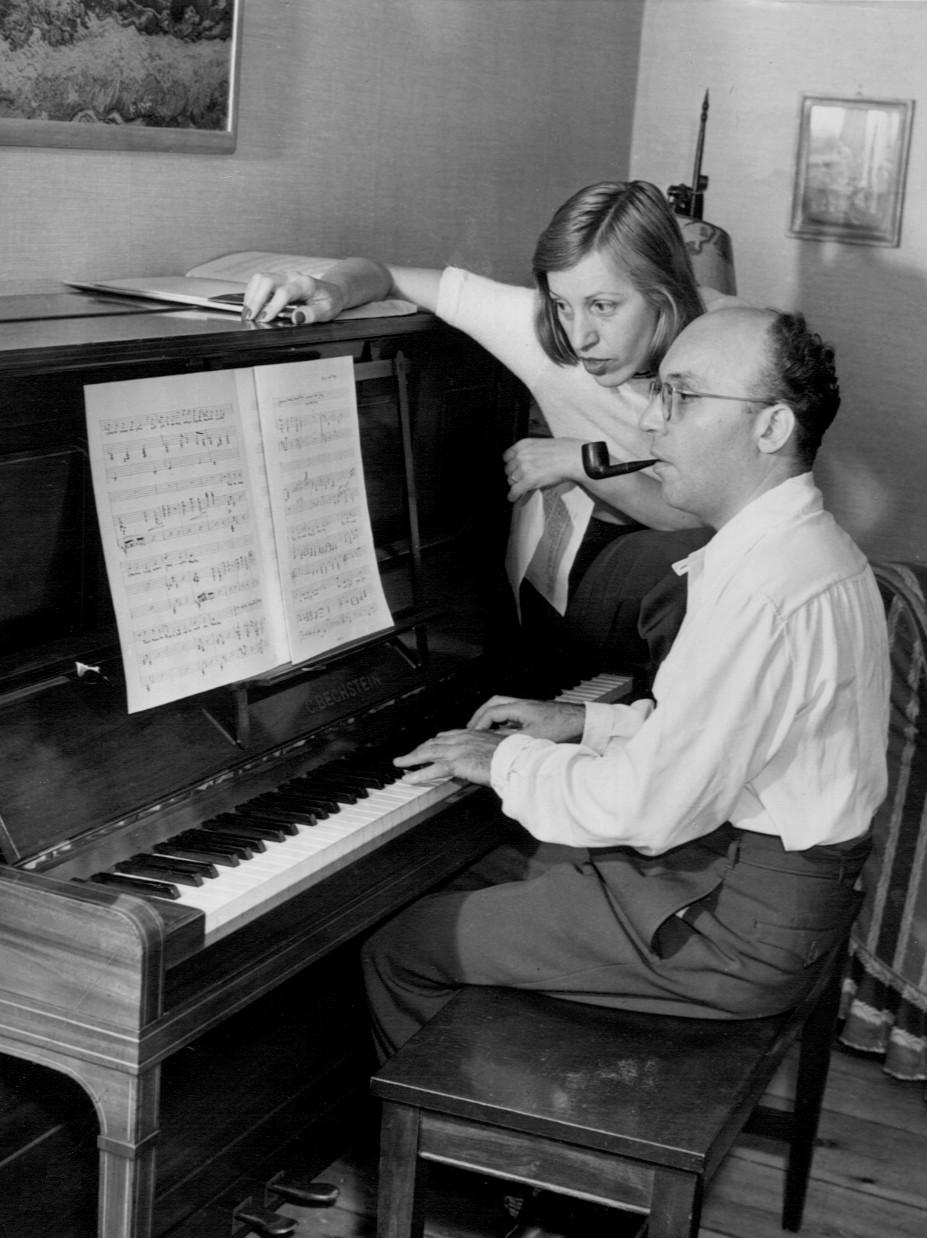
Fotografie Kurta Weilla a Lotte Lenya doma v roce 1942.

Kurt Weill vyrůstal v nábožensky založené židovské rodině. Několik děl napsal již před svými 20. narozeninami (písňový cyklus Ofrahs Lieder, smyčcový kvartet a několik skladeb pro orchestr), hudební kompozici studoval u Ferrucia Busoniho v Berlíně, kde složil také svou první symfonii. Ačkoliv měl s tímto raným dílem, inspirovaným Gustavem Mahlerem, Arnoldem Schoenbergem a Igorem Stravinským (stejně jako např. jeho smyčcové kvarteto op. 8) poměrně velký úspěch, spíše ho lákalo komponování vokální hudby a hudby pro divadlo. Jeho hudba pro divadlo a jeho písně byly velice oblíbeny u širší německé veřejnosti na konci dvacátých a na počátku třicátých let 20. století. Jeho dílo obdivovali i takoví velikáni jako Alban Berg, Alexandr von Zemlinsky, Darius Milhaud nebo Stravinskij, ale mělo samozřejmě i své odpůrce. Mezi ně patřil např. Arnold Schoenberg nebo Anton Webern.
S herečkou Lotte Lenyovou se seznámil v roce 1924. V roce 1926 uzavřeli sňatek a po rozvodu v roce 1934 se znovu vzali v roce 1937. Lotte svého muže velice obdivovala a podporovala. Má také velkou zásluhu o znovuobjevení jeho díla po jeho smrti.
Jeho nejlepší prací je Die Dreigroschenoper (Třígrošová opera, nebo také Krejcarová opera), která vznikla v roce 1928 ve spolupráci s dramatikem Bertoltem Brechtem. Jedná se o přepracování Žebrácké opery Johna Gaye. Tato slavná opera obsahuje i jeho nejslavnější píseň, hit své doby Mackie Messer. Ačkoliv byla spolupráce s Brechtem velmi úspěšná, oba umělci se rozešli v roce 1930 pravděpodobně kvůli rozdílnému politickému názoru.
V březnu roku 1933 se Weill rozhodl opustit nacistické Německo kvůli svému židovskému původu. Nacisté později uvádění a rozšiřování jeho děl zakázali a zapříčinili tím i to, že jeho vrcholné dílo Vzestup a pád města Mahagonny (1929) nebylo uvedeno. Weil se rozhodl odjet do Paříže. Zde zkomponoval svůj vrcholný a nejznámější balet Sedm smrtelných hříchů. V roce 1934 dokončil své poslední čistě orchestrální dílo – Druhou symfonii, která byla poprvé uvedena v Amsterdamu a v New Yorku pod vedením Bruno Waltera.
V roce 1935 emigroval do Spojených států amerických, kde setrval až do své smrti. Navštívit Spojené státy byl jeho dlouholetý sen. V tomto novém světě viděl neuvěřitelnou svobodu a věřil, že jsou právě Spojené státy tím správným místem pro život. Když ho parník přepravil do New Yorku, rozhodl se, že na svůj německý život zcela zapomene. Hodně svých prací napsaných v Německu na základě tohoto svého rozhodnutí zničil a s Němci se přestal stýkat a psát si s nimi. Výjimkou byli jeho milovaní rodiče, kteří emigrovali do Izraele.
Dílo, které vytvořil v USA je často považováno za dílo nižší úrovně než hudba vytvořena v Německu. Přesto je tato tvorba pro hudbu 20. století významná. Mezi díla vytvořená v USA patří Temná dáma nebo Milostný život, která jsou považována za důležité mezníky v historii americké hudby. Spolupracoval s mnoha vlivnými spisovateli, jako byl Maxwell Anderson, Ira Gershwin a napsal dokonce i filmovou partituru pro Fritze Langa You and Me (1938). Weill se po celé období kdy pobýval v USA snažil objevit nový způsob, jak tvořit novou americkou operu, což bylo jak komerčně, tak umělecky velice prospěšné.
Kurt Weill zemřel v New Yorku 3. dubna 1950 těsně po svých 50. narozeninách.

## Přehled vybraných prací

### Opery
- 1927 Vzestup a pád města Mahagonny (Aufstieg und Fall der Stadt Mahagonny), libreto: Bertolt Brecht a Hedwig Lachmannová
- 1928 Krejcarová opera (Die Dreigroschenoper), libreto: Bertolt Brecht podle Žebrácké opery Johna Gaye

### Písně
- 1942 Und Was Bekam Des Soldaten Weib?